# TortoiseHg
TortoiseHg – interfejsy oraz zestaw narzędzi umożliwiających dostęp do systemu kontroli wersji Mercurial z poziomu menedżera plików.
W systemie Windows TortoiseHg działa jako rozszerzenie powłoki systemu udostępniając dodatkowe ikonki i menu kontekstowe dla dowolnego menedżera plików. Dostarczane są także dodatkowe narzędzia (m.in. do porównywania plików) oraz sam Mercurial.
Pod Linuksem TortoiseHg jest dostępny jako rozszerzenie do menedżera środowiska GNOME – Nautilusa. Twórcy oprogramowania twierdzą, że z przygotowanych skryptów można korzystać także w innych systemach operacyjnych pod warunkiem, że działa w nich biblioteka PyGTK.